# جيمي ساندرز
جيمي ساندرز (بالإنجليزية: Jimmy Sanders)‏ (5 يوليو 1920 في المملكة المتحدة - 11 أغسطس 2003 في المملكة المتحدة) هو لاعب كرة قدم بريطاني (وحمل سابقاً جنسية المملكة المتحدة لبريطانيا العظمى وأيرلندا) في مركز حراسة المرمى. لعب مع تشارلتون أثلتيك وكوفنتري سيتي ووست بروميتش ألبيون ونادي كيترينغ تاون وHinckley Athletic F.C. ‏ وكراي واندررز.

## وصلات خارجية
- جيمي ساندرز على موقع قاعدة بيانات كرة القدم.إي يو (الإنجليزية)